# エメラルダス (船)
エメラルダス（英語: EMERALDAS）は、東京都観光汽船の水上バス。船体外観デザインを松本零士が担当し、ヒミコ、ホタルナとともに「未来型水上バス」と位置付けられている。

## 概要
ヒミコ、ホタルナに次ぐ松本零士デザインの水上バス第3弾として2018年8月4日に就航した。船名は松本零士の漫画・アニメ作品及びその登場人物「クイーン・エメラルダス」に由来する。
ヒミコ、ホタルナ同様松本零士のデザインした「ティアドロップ(涙滴)」をイメージに、「子供達が見て思わず乗ってみたいと思う船」を目指して設計された。ホタルナ同様に屋上甲板が設置されている。
内装設計はタカトタマガミデザインが担当し、「ヒミコ」と「ホタルナ」よりも大人のムード漂うものとして設計され、座席の指定が出来るコンパートメントが3か所新たに設置された他、バリアフリー法を適用し、2台分の車椅子スペースや多目的トイレが設置されている。
就航時より浅草とお台場海浜公園を直行で結ぶ航路に入っている。
船内では外装デザインを手がけた松本零士の代表作「銀河鉄道999」より星野鉄郎、メーテルに加え、本船の由来となった「クイーン・エメラルダス」の声優も起用した船内観光アナウンスが行われている。